# Exhibit B: The Human Condition
Exhibit B: The Human Condition címmel jelent meg az amerikai Exodus együttes kilencedik nagylemeze 2010. május 7-én, a Nuclear Blast kiadó gondozásában. Az Amerikai Egyesült Államokban május 18-án jelent meg, ahol a Billboard 200-as listáján a 114. helyre került. Hazájukban 4600 példányt értékesítettek belőle a megjelenés hetében. Ez volt az utolsó albumuk, melyen Rob Dukes énekelt, aki 2014. júniusáig volt a zenekar tagja. Ezért a következő, 2014-ben megjelent Blood In, Blood Out album írási fázisában még ő is aktívan a zenekar tagja volt. Ugyan az album címe arra enged következtetni, hogy a 2007-es The Atrocity Exhibition… Exhibit A folytatása készült el, azonban a két lemez között sem zenei, sem szövegi értelemben nincs átfedés. Az 1989-es Fabulous Disaster album óta ez volt az első olyan nagylemezük, melyen azonos felállás volt hallható, mint közvetlen elődjén.

## Háttér
Az album megjelenése előtt az Exodus Amerikában turnézott a Testament és a Megadeth társaságában. Az előző The Atrocity Exhibition… Exhibit A című albumra a zenekar 13 dalt írt meg, az anyagra azonban csak 9 került fel. A maradék négy dalt, így a következő albumra rakták félre, melynek felvételeit 2008 végére tervezték, azonban csak 2009 decemberében vonultak stúdióba. A felvételek az Észak-Kaliforniában található Camp Crunch és a Sharkbite stúdiókban folytak, ismét Andy Sneap producerkedése mellett. A zenekar a 2007-es stúdiózáskor egy kétrészes lemezben gondolkodott, ezért kapta a 2010-ben megjelent album az Exhibit B: The Human Condition címet. A két album között, azonban sem szövegi, sem zenei értelemben nem fedezhetőek fel direkt utalások.
Míg a 2007-es album nagyrészt hosszú, epikus dalokat tartalmazott, addig az Exhibit B lemezen „kevesebb a progos, őrült téma, és Rob is kevésbé extrém módon énekel, mint a korábbi két lemezen. Az albumcímet leszámítva nincs igazi kapcsolat a két Exhibition anyag között. A szövegek is más jellegűek. Az Exhibition A inkább a vallással foglalkozott, mindenféle szempontból, az idei album dalai pedig inkább az emberi lélek rejtelmeiről szólnak. A tudatlanságról, az arroganciáról, a korrupcióról, az alakoskodásról...Csupa olyasmiről, amit ki nem állhatunk.”
Ismét Gary Holt írta a dalok nagyrészét, kivételt az albumnyitó The Ballad of Leonard and Charles képez, melyben Lee Altus és Dukes is szerepel, mint szerző. Ők még a Democide című dalhoz is hoztak ötleteket, míg a 
The Sun Is My Destroyer dalban Peter Tägtgren a Hypocrisy és a Pain frontembere háttérvokálozik. A bónuszdalként szereplő Devil's Teeth című szerzeményben a neves amerikai humorista, színész Brendon Small játszik egy gitárszólót, míg a The Ballad of Leonard and Charles című dalban hallható billentyűs aláfestéseket Raymond Anthony játszotta fel. Az album japán kiadásán a Devil’s Teeth című bónuszdal helyett egy Scorpions feldolgozás hallható a Don’t Make No Promises.

## Borító, dalszövegek
Az album borítója utalás Leonardo da Vinci Vitruvius-tanulmányára, mely az emberi test méretarányait volt hivatott felmérni és elemezni. Az Exodus albumán egy csontváz látható különféle fegyverekkel és egy szentírással, utalva az ember és a különféle vallások  erőszakos mivoltára. A lemeznyitó The Ballad of Leonard and Charles című dalban Leonard Lake és Charles Ng történetét eleveníti fel az együttes, akik Észak-Kalifornia egyik legbrutálisabb sorozatgyilkosai voltak. Áldozataikat haláluk előtt megkínozták, majd tetteiket rendszerint filmre is vették. A Beyond the Pale egy gyilkos gondolkodásmódját írja le, míg a Downfall az Egyesült Államok és más vezető hatalmak hanyatlásáról szól. A March of the Sycophants szövegét az amerikai választások hatására írta Holt, a Nanking című dal, pedig az 1937-ben bekövetkezett Nankingi mészárlásnak állít emléket. A Burn, Hollywood, Burn című  dalban Holt gyűlöletét fejezi ki a valóságshowk által futószalagon gyártott celebek iránt, míg a Democide Dukes által írt szövege az államilag szabályozott népirtásról szól. A The Sun Is My Destroyer szövege Holt rémálmai nyomán született meg, míg az instrumentális A Perpetual State of Indifference címe, arra reflektál, hogy az emberek többsége mennyire közönyösen reagál mindarra ami körülöttük zajlik. A Good Riddance egyfajta kinyilatkoztatás mindarról, amit Holt gondol a globális felmelegedésről és bolygónk pusztulásáról, az amerikai bónuszdal a Devil’s Teeth pedig Dukes tollából származik, aki a fehér cápa könyörtelenségéről írta sorait.

## Fogadtatás
Az album nagyrészt pozitív kritikákban részesült, az AllMusic kritikusa Greg Prato három és fél csillaggal jutalmazta a lehetséges ötből, és kifejtette, hogy „mindig számíthatsz arra, hogy az Exodus minden egyes megjelenésnél, színvonalas, régimódi thrash metalt szállít le.” Hozzátette, hogy „az intenzitás nem jellemzi az anyagot elejétől a végéig, néhány dal (Democide, A Perpetual State of Indifference, stb.) a dallamosabb részei okán egy-egy pillanat erejéig lélegzethez juttatják a hallgatót, de csak idő kérdése, hogy mikor lép ismét a gázpedálra a zenekar. Az Exodus mindig is gyors és dühös volt, így minden bizonnyal a rajongók nem fognak csalódni az Exhibit B: The Human Condition dalaiban”.
Chad Bowar az About.com kritikusa kifejtette, hogy a Downfall a legerősebb Dukes-szal készült Exodus szám, mivel a dal erős riffeket és dallamokat egyaránt tartalmaz. Hozzátette, hogy minden bizonnyal ez a lemez az Exodus legmélyebb és legambiciózusabb vállalkozása.
Jamie Thomson a Guardian.co.uk kritikusa négy ponttal jutalmazta az ötből, hozzátéve, hogy az album semmi újdonságot nem tartalmaz, de aki eddig szerette az együttest az ezennel sem fog csalódni.
Egyes kritikusok kifogásolták az album hosszát, hozzátéve, hogy a dalokban nincs annyi változatosság, hogy az indokolttá tenné elnyújtott játékidejüket.
Az Amerikai Egyesült Államokban a Billboard 200-as listáján a 114. helyre került az album, melyből megjelenésének hetében 4600 darab talált gazdára. Németországban az Exhibit B: The Human Condition a 32. helyig jutott a lemezeladási listán.

## Számlista
Minden dalt Gary Holt írt, kivéve ahol jelölve van.
| 1.    | The Ballad of Leonard and Charles                  | 7:14 |
| 2.    | Beyond the Pale                                    | 7:40 |
| 3.    | Hammer and Life                                    | 3:31 |
| 4.    | Class Dismissed (A Hate Primer)                    | 7:15 |
| 5.    | Downfall                                           | 6:22 |
| 6.    | March of the Sycophants                            | 6:45 |
| 7.    | Nanking                                            | 7:22 |
| 8.    | Burn, Hollywood, Burn                              | 4:05 |
| 9.    | Democide                                           | 6:36 |
| 10.   | The Sun Is My Destroyer                            | 9:33 |
| 11.   | A Perpetual State of Indifference (instrumentális) | 2:25 |
| 12.   | Good Riddance                                      | 5:33 |
| 13.   | Devil's Teeth (bónusz dal)                         | 4:13 |
| 78:31 |                                                    |      |

## Listás helyezések
| \| Lemezeladási lista (2010) \| Pozíció \| \| ----------------------------------------------------- \| ------- \| \| Billboard 200 \| 114 \| \| Német lemezeladási lista[17] \| 32 \| \| Ausztriai lemezeladási lista[16] \| 49 \| \| Svájci lemezeladási lista[16] \| 53 \| \| Holland lemezeladási lista (Top 30 Alternative)[16] \| 22 \| \| Brit lemezeladási lista (U.K. Top 50 Indie chart)[16] \| 35 \| \| Brit lemezeladási lista (U.K. Top 40 Rock chart)[16] \| 23 \| - Rob Dukes – ének - Gary Holt – gitár - Lee Altus – gitár - Jack Gibson – basszusgitár - Tom Hunting – dob 1. 2. 3. 4. 5. 6. 7. 8. 9. 10. 11. 12. 13. 14. 15. 16. 17. |         |
| Lemezeladási lista (2010) | Pozíció |
| Billboard 200 | 114     |
| Német lemezeladási lista | 32      |
| Ausztriai lemezeladási lista | 49      |
| Svájci lemezeladási lista | 53      |
| Holland lemezeladási lista (Top 30 Alternative) | 22      |
| Brit lemezeladási lista (U.K. Top 50 Indie chart) | 35      |
| Brit lemezeladási lista (U.K. Top 40 Rock chart) | 23      |